# Stoss AR
| AR ist das Kürzel für den Kanton Appenzell Ausserrhoden in der Schweiz. Es wird verwendet, um Verwechslungen mit anderen Einträgen des Namens Stoss zu vermeiden. |

Der Stoss (nicht zu verwechseln mit dem Stoos) ist ein Passübergang im Schweizer Kanton Appenzell Ausserrhoden, der das Appenzellerland mit dem St. Galler Rheintal verbindet. Er liegt östlich des Dorfs Gais, an der oberen Kante des steilen Hangs des Rheintals auf 943 m ü. M.
Neben einer Kantonsstrasse führt auch die Schmalspurbahn Altstätten–Gais über den Pass, mit der Haltestelle Stoss an der Passhöhe. Der Scheitelpunkt der Strasse und der Eisenbahnlinie liegt 2,3 km westlich auf 971 m am Hebrig 753095 / 247665.

## Geschichte
Der Stoss wurde erstmals in Zusammenhang mit der Schlacht am Stoss in der Klingenberger Chronik erwähnt.
Diese ereignete sich am 17. Juni 1405. 400 Appenzeller schlugen eine Truppe von 1200 berittenen äbtischen und habsburgischen Soldaten und besiegelten damit die Loslösung des alten und damals noch ungeteilten Landes Appenzell von der Hoheit des Fürstabtes von St. Gallen. Ein Denkmal erinnert an diesen Tag.
Der Zugang zum Stoss von St. Gallen über Teufen bis Gais wurde Ende des 18. Jahrhunderts als Fahrstrasse ausgebaut. Die 1799 auf Verlangen der französischen Besatzer erstellte Passstrasse ersetzte den bisherigen Saumpfad nach Altstätten. In den Jahren 1804 und 1807 bewilligte die Tagsatzung Weggelder für die kantonsübergreifende Verbindung der sogenannten alten Stossstrasse. von 1840 bis 1859 wurde die neue Strasse realisiert. Ab 1860 bestand ein Postkurs Altstätten-Gais.
Ab 1937 wurde die Sperrstelle Stoss mit Panzerbarrikaden und 1940/41 mit Bunkern gebaut, die 1988/89 mit 17 modernen Unterständen verstärkt wurden.
Die seit 1597 getrennten Halbkantone Appenzell Ausserrhoden und Appenzell Innerrhoden begingen den 600. Jahrestag der Schlacht getrennt – die katholischen Innerrhoder wie alljährlich mit einer Prozession.
Zur Erinnerung an die Schlacht findet jährlich das Stoss-Schiessen statt. Es wird am letzten Wochenende im August ausgetragen. Am 3. April 1927 wurde der Stoss-Schützenverband gegründet.

## Bilder

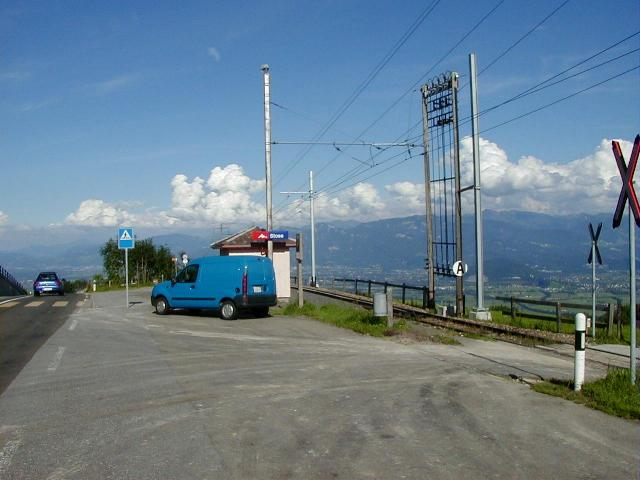
Passstrasse und Haltestelle der Appenzeller Bahnen
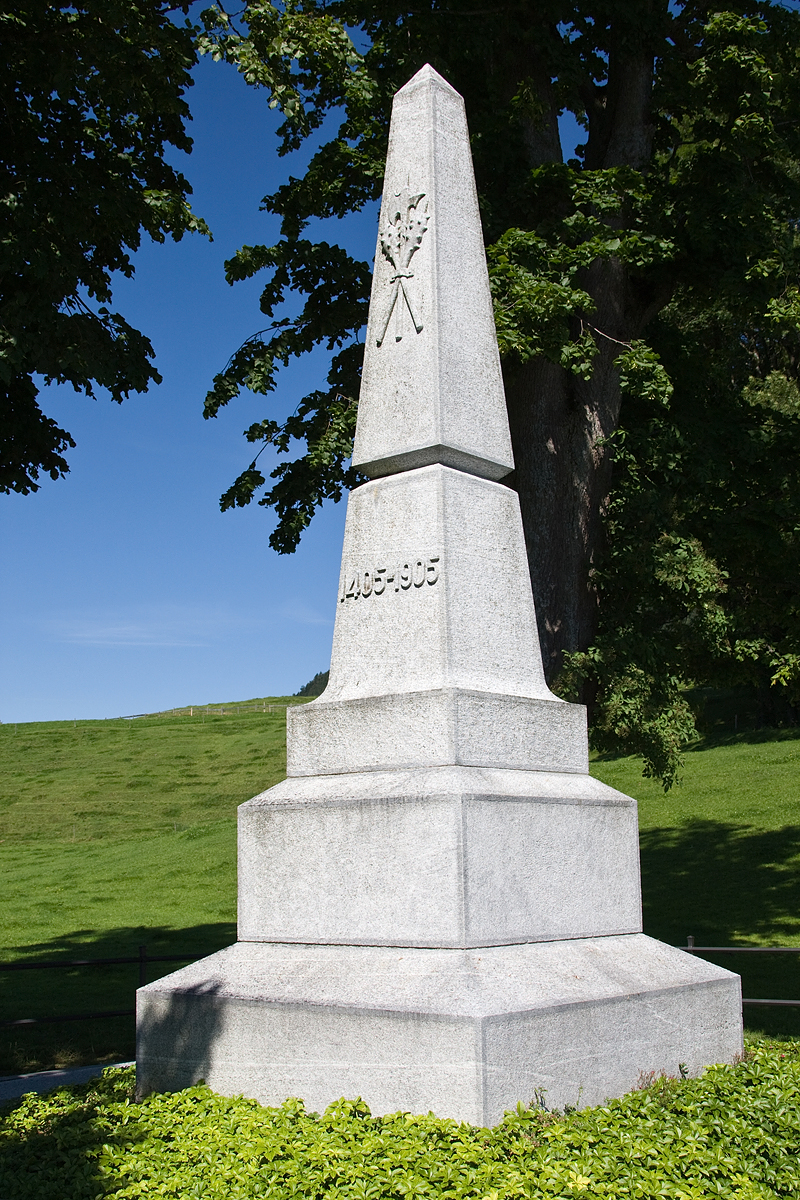
Schlachtdenkmal
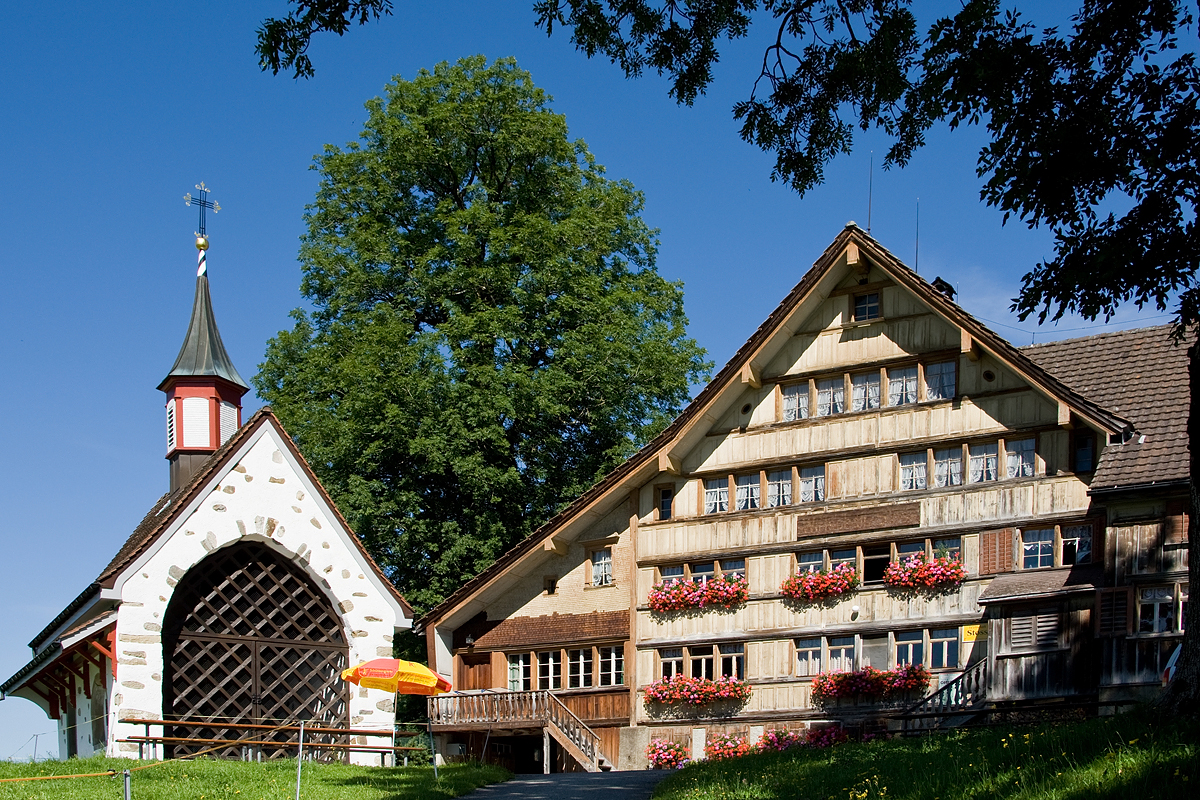
Schlachtkapelle
Historisches Luftbild von Walter Mittelholzer von 1924